# 新月錦魚
新月錦魚（学名：Thalassoma lunare），又稱月斑葉鯛，俗名四齒、礫仔、綠花龍、青衣、紅衣、花衣、青貓公、青開叉、青汕冷，為錦魚屬的一種。

## 分布
本魚印度太平洋區，包括東非、紅海、波斯灣、馬爾地夫、斯里蘭卡、安達曼海、印度、泰國、日本南部、台灣、中國南海、越南、菲律賓、印尼、新幾內亞、馬來西亞、澳洲、羅得豪島、新喀里多尼亞、索羅門群島、帛琉、密克羅尼西亞、馬里亞納群島、馬紹爾群島、諾魯、斐濟群島、夏威夷群島、法屬玻里尼西亞、萬那杜、紐西蘭北部等海域。

## 深度
水深0至20公尺。

## 特徵

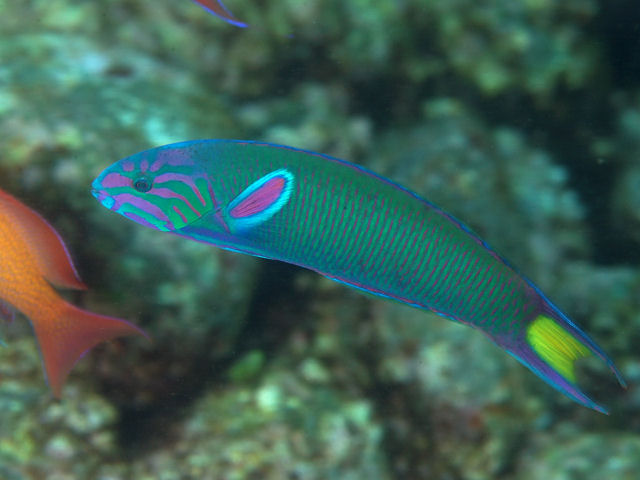
新月錦魚

本魚體稍長且側扁；吻部普通；上下頜具一列尖齒，前方各具 2犬齒，無後犬齒。幼魚呈淡褐色，腹面顏色較淡，眼後具2條紅色縱紋，縱紋間為綠色，在背鰭前三枚軟條處有一具白緣的眼狀黑斑，尾柄基部中央亦具一黑斑。成魚為藍綠色，各鱗大多有洋紅色垂直細紋。眼周有近於輻射狀的紫紅色帶，背鰭、臀鰭上有藍色及紅色縱帶，尾鰭為黃色呈新月形凹入，上下葉具紅色及藍色帶。體被大鱗，頭部大多無鱗，腹鰭具鞘鱗，背鰭前之胸部被較小鱗。背鰭硬棘8枚、背鰭軟條13、臀鰭硬棘3枚、臀鰭軟條11枚。體長可達25公分。

## 生態
本魚棲息於沿岸珊瑚礁區，有時候一尾雄魚帶領一群雌魚，有時候則各別行動。具有領地意識，會咬斷、追逐或以其他方式騷擾妨礙它們的魚，以底棲性的無脊椎動物為食。

## 經濟利用
可食，但多不作食用，一般作觀賞魚來飼養。